# Rokkasaari (ö i Norra Savolax, Inre Savolax)
Rokkasaari är en ö i Finland. Den ligger i sjön Saarinen och i kommunen Tervo i den ekonomiska regionen  Inre Savolax ekonomiska region  och landskapet Norra Savolax, i den centrala delen av landet, 300 km norr om huvudstaden Helsingfors. Öns area är 0,2 hektar och dess största längd är 70 meter i sydöst-nordvästlig riktning.